# Antikatalyse
Unter Antikatalyse wird die Hemmung (Inhibition) einer chemischen Reaktion verstanden. 
Der Begriff ist in der Chemie kaum gebräuchlich, wird aber bei der Feuerbekämpfung verwendet. Die bei der Verbrennung aus dem Brennstoff gebildeten Radikale werden durch Reaktion mit Löschmittelradikalen (homogene Inhibition) oder Kontakt mit Pulverpartikeln (heterogene Inhibition) unwirksam gemacht.
Ein Antikatalysator nimmt an der Reaktion wesentlich teil und wird dabei verbraucht. Der Begriff Antikatalysator kann somit nicht analog zum Begriff Katalysator verstanden werden. Ein echter Katalysator beschleunigt eine Reaktion, ohne dabei verändert zu werden; ein echter Antikatalysator wäre eine Substanz, die eine Reaktion verlangsamt, ohne dabei verändert zu werden. Bei der heterogenen Antikatalyse ist ein weitgehender Erhalt des Antikatalysators denkbar, falls die Reaktionshemmung ausschließlich an der Oberfläche des Löschpulvers stattfindet.